# Utah Jazz 2014-2015
La stagione 2014-15 degli Utah Jazz fu la 41ª nella NBA per la franchigia.
Gli Utah Jazz arrivarono terzi nella Northwest Division della Western Conference con un record di 38-44, non qualificandosi per i play-off.

## Roster
| N° | Naz.                   | Ruolo | Sportivo            | Anno | Alt. | Peso \|\| |
| -- | ---------------------- | ----- | ------------------- | ---- | ---- | --------- |
| 0  | Turchia (bandiera)     | A     | Enes Kanter         | 1992 | 211  | 119       |
| 2  | Australia (bandiera)   | A     | Joe Ingles          | 1987 | 203  | 98        |
| 3  | Stati Uniti (bandiera) | G     | Trey Burke          | 1992 | 183  | 86        |
| 5  | Stati Uniti (bandiera) | G     | Rodney Hood         | 1992 | 203  | 98        |
| 8  | Stati Uniti (bandiera) | G     | Bryce Cotton        | 1992 | 185  | 75        |
| 10 | Stati Uniti (bandiera) | G     | Alec Burks          | 1991 | 198  | 88        |
| 11 | Australia (bandiera)   | G     | Danté Exum          | 1995 | 198  | 86        |
| 13 | Stati Uniti (bandiera) | G     | Elijah Millsap      | 1987 | 198  | 98        |
| 15 | Stati Uniti (bandiera) | A     | Derrick Favors      | 1991 | 208  | 112       |
| 16 | Stati Uniti (bandiera) | A     | Steve Novak         | 1983 | 208  | 100       |
| 17 | Stati Uniti (bandiera) | A     | Grant Jerrett       | 1993 | 208  | 107       |
| 19 | Stati Uniti (bandiera) | G     | Patrick Christopher | 1988 | 196  | 95        |
| 20 | Stati Uniti (bandiera) | A     | Gordon Hayward      | 1990 | 203  | 94        |
| 21 | Stati Uniti (bandiera) | G     | Ian Clark           | 1991 | 191  | 79        |
| 22 | Stati Uniti (bandiera) | A     | Jerrelle Benimon    | 1991 | 203  | 111       |
| 23 | Stati Uniti (bandiera) | A     | Chris Johnson       | 1990 | 198  | 91        |
| 23 | Stati Uniti (bandiera) | G     | Toure' Murry        | 1989 | 196  | 88        |
| 25 | Stati Uniti (bandiera) | G     | Elliot Williams     | 1989 | 196  | 82        |
| 27 | Francia (bandiera)     | C     | Rudy Gobert         | 1992 | 216  | 100       |
| 33 | Stati Uniti (bandiera) | A     | Trevor Booker       | 1987 | 201  | 109       |
| 40 | Stati Uniti (bandiera) | A     | Jeremy Evans        | 1987 | 206  | 89        |
| 45 | Stati Uniti (bandiera) | A     | Jack Cooley         | 1991 | 206  | 112       |

## Staff tecnico
- Allenatore: Quin Snyder
- Vice-allenatori: Antonio Lang, Alex Jensen, Mike Wells, Brad Jones, Johnnie Bryant
- Vice-allenatore per lo sviluppo dei giocatori: Mark McKown
- Preparatore fisico: Isaiah Wright
- Preparatore atletico: Gary Briggs
- Assistente preparatore: Brian Zettler